# Dr. Ring-Ding & The Senior Allstars
Dr. Ring-Ding & The Senior Allstars war eine deutsche Ska-Reggae-Band und eine der ersten europäischen Bands, die den amerikanischen Musikmarkt beeinflusst hat. Die Band stammte aus Münster. Produzent war Ekki Maas.

## Geschichte
Die Band wurde 1992 von Richie „Dr. Ring-Ding“ Senior gegründet, der unverkennbar auch der Namensgeber der Band war. Die Band etablierte sich schnell als feste Größe in der deutschen Ska-Szene. „Das musikalische Spektrum [reichte] vom Sixties-Ska, über Reggae, modernen Raggamuffin bis hin zum Dub.“ (www.allska.de)
Dr. Ring-Ding & The Senior Allstars hatten durch ihre zahlreichen Auslandskonzerte und die Zusammenarbeit mit bekannten Größen des Reggae und Ska Genres (Laurel Aitken, Rico Rodriguez, Derrick Morgan, Doreen Shaffer, Judge Dread, Lord Tanamo) auch international beachtlichen Erfolg. 
Im Jahr 2002 löste sich die Band nach einer Abschiedstournee auf. Seitdem spielte Dr. Ring-Ding mit den verschiedensten Szenegrößen bzw. als Solokünstler. Auch die Senior Allstars sind weiterhin aktiv.

## Diskografie

### Alben
- 1995: Dandimite
- 1997: Ram Di Dance
- 1999: Diggin' Up Dirt
- 2001: Big Up!
- 2001: Pick Up the Pieces
- 2001: Golden Gate - The Best of Dr. Ring-Ding & The Senior Allstars